# Shabtai Shavit
Shabtai Shavit (em hebraico:  שבתי שביט; Nesher, 17 de julho de 1939 – Sicília, 5 de agosto de 2023) foi o diretor geral do Mossad de 1989 a 1996.

## Biografia
Shavit ingressou na Marinha de Israel, onde veio a servir no  Sayeret Matkal.De 1978 a 1979, foi o governador militar do  Comando do Sul.  Em 1964, ingressou no Mossad, onde ele se fez diretor geral.